# Al-Quds (quotidiano)
Al-Quds (in arabo القدس‎?) è un quotidiano palestinese fondato nel 1967 a Gerusalemme. È la testata più diffusa nei Territori Palestinesi.

## Storia
È stato fondato nel 1967 dalla fusione di due preesistenti pubblicazioni: Al-Difa (in arabo الدفاع) e Al-Jihad (in arabo الجهاد). Il proprietario di Al-Jihad, Mahmoud Abu-Zalaf, ne è stato il primo direttore fino alla sua morte nel 2005. Attualmente è diretto dal figlio, Walid Abu-Zalaf.
Al-Quds è il quotidiano palestinese più letto. Il 17 dicembre 2008 il sito web del giornale ha iniziato a pubblicare contenuti in persiano.
Il giornale dispone di una sede a Washington, con il capo ufficio Said Arikat che riferisce sulla politica estera degli Stati Uniti, in particolare per quanto riguarda il conflitto israelo-palestinese. All'inizio del 2023 il sito web delle notizie ha aggiunto un'edizione in ebraico e una in inglese.